# Septennial Act 1715
Il Septennial Act 1715 (1 Geo. 1. St. 2. c. 38), a volte chiamato Septennial Act 1716, fu un atto del Parlamento della Gran Bretagna. Fu approvato nel maggio 1716. Aumentò la durata massima di un Parlamento (e quindi il periodo massimo tra le elezioni generali) da tre anni a sette. Questo limite massimo di sette anni rimase in vigore dal 1716 fino al 1911. Il precedente limite di tre anni era stato stabilito dal Triennial Act 1694, promulgato dal Parlamento d'Inghilterra.
L'obiettivo apparente dell'atto era quello di ridurre le spese causate dalle frequenti elezioni. Non richiedeva che il Parlamento durasse per un intero mandato, ma stabiliva semplicemente una durata massima della sua vita. La maggior parte dei parlamenti nel resto del XVIII secolo durarono effettivamente sei o sette anni, con solo due che durarono per un periodo più breve. Nel XIX secolo, la durata media di un mandato del Parlamento del Regno Unito era di quattro anni. Una delle richieste dei cartisti di metà XIX secolo, l'unica che non era stata soddisfatta dal XX secolo, era quella di parlamenti eletti annualmente.
Il Septennial Act del 1715 fu modificato il 18 agosto 1911 dall'articolo 7 del Parliament Act del 1911 per ridurre la durata massima del mandato parlamentare a cinque anni.
Il Fixed-term Parliaments Act 2011 ha abrogato integralmente il Septennial Act 1715. Da allora è stato nuovamente promulgato, con piccole differenze, come sezione 4 del Dissolution and Calling of Parliament Act 2022.

## Scopo ed effetti
L'obiettivo apparente del Septennial Act del 1715 era, riducendo la frequenza delle elezioni, di ridurre il costo durante un dato periodo di svolgimento delle stesse. Tuttavia, potrebbe aver avuto l'effetto di mantenere il partito Whig, che aveva vinto le elezioni generali del 1715, al potere per un periodo più lungo. I Whig vinsero le successive elezioni generali nel 1722.

## Costituzionalità
James Madison usò il Septennial Act del 1715 come esempio illustrativo della differenza tra il tradizionale sistema britannico e la nuova costituzione americana rivoluzionaria. Nel Federalist No. 53 Madison fece una distinzione tra "una Costituzione stabilita dal popolo e inalterabile dal governo, e una legge stabilita dal governo e alterabile dal governo". L'Atto fu criticato anche da Thomas Paine e Henry St John, 1° Visconte Bolingbroke. In Dissertation upon Parties, Bolingbroke scrisse che la "Costituzione è la regola con cui i nostri principi dovrebbero governare in ogni momento".

## Prolungamento del Parlamento durante la prima e seconda guerra mondiale
Durante la prima guerra mondiale, una serie di leggi furono approvate per prolungare la vita del Parlamento eletto nel dicembre 1910 fino alla fine della guerra nel 1918. Una serie di leggi annuali furono approvate anche durante la seconda guerra mondiale per prolungare il Parlamento eletto alle elezioni generali del 1935 fino alla fine della guerra in Europa a metà del 1945.

### Prima Guerra Mondiale
| Titolo                                          | Citazione                                       | Data di assenso  | Durata massima   |
| ----------------------------------------------- | ----------------------------------------------- | ---------------- | ---------------- |
| Parliament and Registration Act 1916            | Atto del Parlamento del Regno Unito 1916 c. 100 | 27 gennaio 1916  | 5 anni e 8 mesi  |
| Parliament and Local Elections Act 1916         | 6 & 7 Geo. 5. c. 44                             | 23 agosto 1916   | 6 anni e 3 mesi  |
| Parliament and Local Elections Act 1917         | 7 & 8 Geo. 5. c. 13                             | 26 aprile 1917   | 6 anni e 10 mesi |
| Parliament and Local Elections (No. 2) Act 1917 | 7 & 8 Geo. 5. c. 50                             | 29 novembre 1917 | 7 anni e 6 mesi  |
| Parliament and Local Elections Act 1918         | 8 & 9 Geo. 5. c. 22                             | 30 luglio 1918   | 8 anni           |

### Seconda Guerra Mondiale
| Titolo                              | Citazione           | Data di assenso  | Durata massima                     |
| ----------------------------------- | ------------------- | ---------------- | ---------------------------------- |
| Prolongation of Parliament Act 1940 | 3 & 4 Geo. 6. c. 53 | 6 novembre 1940  | 6 anni – fino al 18 novembre 1941  |
| Prolongation of Parliament Act 1941 | 4 & 5 Geo. 6. c. 48 | 11 novembre 1941 | 7 anni – fino al 18 novembre 1942  |
| Prolongation of Parliament Act 1942 | 5 & 6 Geo. 6. c. 37 | 22 ottobre 1942  | 8 anni – fino al 18 novembre 1943  |
| Prolongation of Parliament Act 1943 | 6 & 7 Geo. 6. c. 46 | 11 novembre 1943 | 9 anni – fino al 18 novembre 1944  |
| Prolongation of Parliament Act 1944 | 7 & 8 Geo. 6. c. 45 | 17 novembre 1944 | 10 anni – fino al 18 novembre 1945 |